# 星野博美
星野 博美（ほしの ひろみ、女性、1966年2月4日 - ）は、日本の写真家、ノンフィクション作家。

## 経歴
1966年、東京都・戸越銀座にある町工場の三女として生まれる。国際基督教大学教養学部社会科学科卒業。大学在学中は香港中文大学に1年間留学した。大学卒業後、会社勤務を経て写真家・橋口譲二のアシスタントとなる。
1994年に独立しフリーの写真家・作家としての活動を開始する。1996年8月より1998年10月まで返還を挟んで香港に滞在し、その時の体験を記した『転がる香港に苔は生えない』で第32回大宅壮一ノンフィクション賞を受賞。2012年『コンニャク屋漂流記』で、第2回いける本大賞、第63回読売文学賞随筆・紀行賞受賞。2022年『世界は五反田から始まった』で、第49回大佛次郎賞を受賞。
その後も香港をテーマとした著作・写真集を発表している。

## 著作
- 『謝々! チャイニーズ - 中国・華南、真夏のトラベリング・バス』（情報センター出版局） 1996、のち文春文庫
- 『華南体感 - 星野博美写真集』（情報センター出版局） 1996
- 『転がる香港に苔は生えない』（情報センター出版局） 2000、のち文春文庫
- 『ホンコンフラワー』（平凡社） 2000.10
- 『銭湯の女神』（文藝春秋） 2001、のち文春文庫
- 『対話の教室 - あなたは今、どこにいますか?』（橋口譲二共著、平凡社） 2002.7
- 『のりたまと煙突』（文藝春秋） 2006、のち文春文庫
- 『迷子の自由』（朝日新聞社） 2007.2
- 『愚か者、中国をゆく』（光文社新書） 2008.5
- 『コンニャク屋漂流記』（文藝春秋） 2011.7、のち文春文庫 2014
- 『島へ免許を取りに行く』（集英社） 2012.9
- 『戸越銀座でつかまえて』（朝日新聞出版） 2013
- 『みんな彗星を見ていた 私的キリシタン探訪記』（文藝春秋） 2015、のち文春文庫 2018.10
- 『今日はヒョウ柄を着る日』（岩波書店） 2017
- 『旅ごころはリュートに乗って 歌がみちびく中世巡礼』（平凡社） 2020.9
- 『世界は五反田から始まった』（ゲンロン、ゲンロン叢書） 2022
- 『馬の惑星』（集英社） 2024